# Геронім Харленський
Геронім Харленський (пол. Hieronim Charlęski) — шляхтич, урядник в Українських землях часів Речі Посполитої. Батько — Ян (пом. 1625) — брацлавський каштелян. Представник роду Харленських гербу Бонча. Посади: староста луцький, канівський. Дружина — Катажина, донька Мацея Лесньовського; у 1641 році продала дідичний батьковий Лешнів коронному гетьману Станіславові Конецпольському.